# Cantabrarii
Cantabrarii eran las personas encargadas de portar el labarum, un estandarte imperial romano, que podría ser la evolución del cantabrum cántabro.

## Historia
Los romanos aprendieron en sus enfrentamientos en Hispania el valor de varios elementos autóctonos. Entre ellos, la espada corta celtíbera de doble filo, transformada en gladius, o el estandarte de las diferentes tribus cántabras que se convirtió en el cantabrum. En las Guerras cántabras, la caballería de los cántabros se organizaba en torno a un emblema que ayudaba a mantener el orden y a facilitar la realización de maniobras. 
Vista su utilidad, fue adoptada por los ejércitos imperiales y ser su portador implicaba un gran honor. Esta figura se mantuvo en el ejército romano hasta su última mención en tiempos del emperador Teodosio II, cuatro siglos después de su introducción. 